# فيليب كوكو

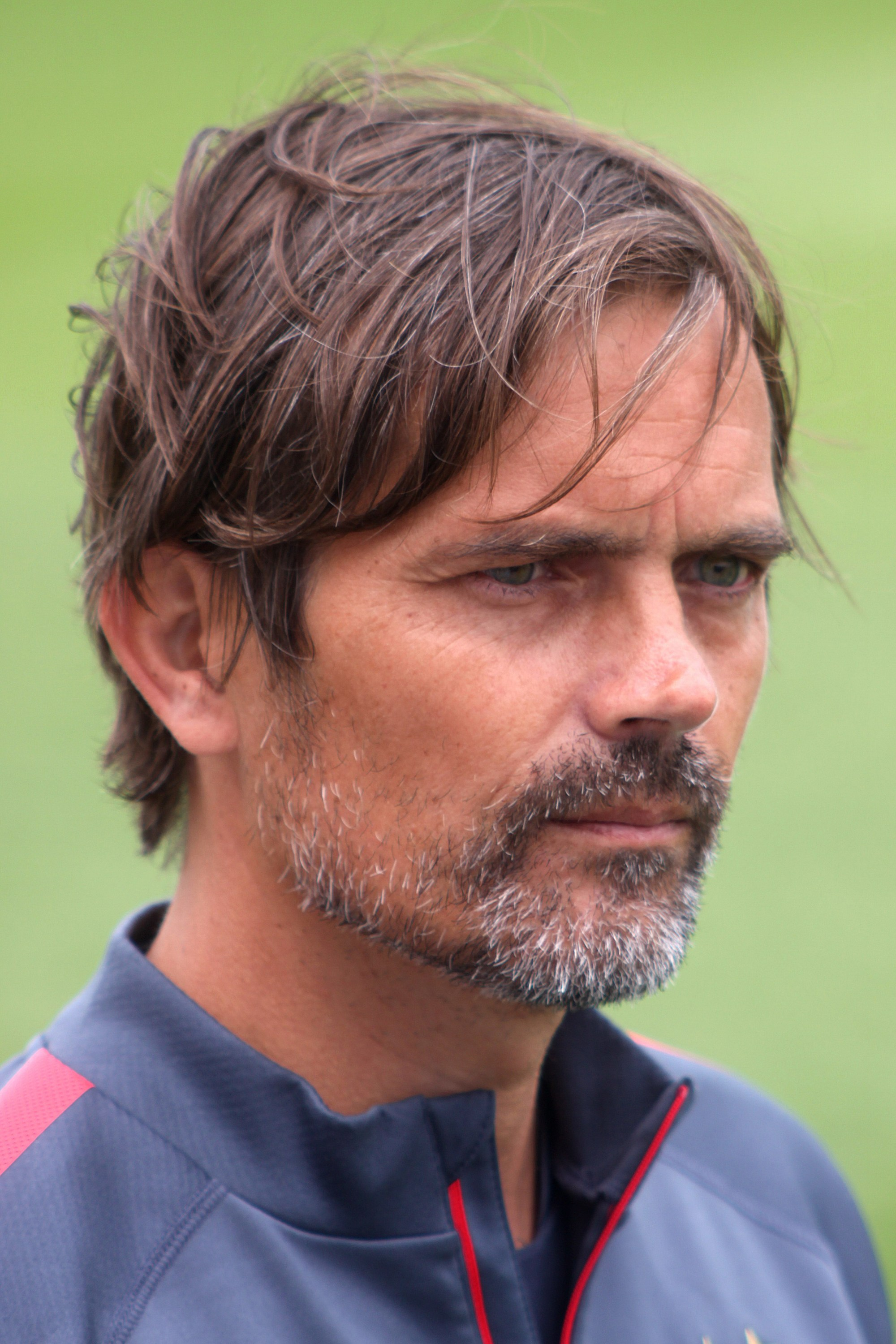
فيليب كوكو

فيليب كوكو (بالهولندية: Phillip Cocu) (مواليد 29 أكتوبر 1970 - )، لاعب كرة قدم هولندي. بدأ مسيرته مع نادي بي إس في آيندهوفن وانتقل بعدها إلى نادي برشلونة حيث لعب معهم لعدة سنوات وثم عاد إلى بي إس في آيندهوفن حيث لعب معهم 5 سنوات ثم انتقل إلى نادي الجزيرة الإماراتي حيث لعب معهم لعام واحد فقط وبعد ذلك اعتزل اللعب نهائيا والان يعمل مساعد مدرب منتخب هولندا الأول.

## مسيرته الكروية
لعب فيليب كوكو خلال مسيرته الاحترافية مع 5 أندية في عشرون موسمًا وسجل خلالها 125 هدف ضمن 592 مباراة. حيث فاز في موسمين بالكأس وفي خمسة مواسم بالدوري.
خاض فيليب كوكو مسيرته مع نادي إي زد ألكمار في موسم 1988–89 ولمدة موسمين، مشاركًا في 50 مباراة سجل خلالها 8 أهداف. ثم انتقل إلى نادي فيتيسه آرنهم في موسم 1990–91 ليلعب معه خمسة مواسم، حيث شارك في 137 مباراة سجل خلالها 25 هدفًا. لينتقل بعدها إلى نادي آيندهوفن في موسم 1995–96 في المرة الأولى واستمر معه طيلة ثلاثة مواسم ثم في موسم 2004–05 واستمر معه طيلة ثلاثة مواسم، مشاركًا طوالها في 187 مباراة سجل خلالها 54 هدفًا. ثم انتقل إلى نادي برشلونة في موسم 1998–99 ليلعب معه ستة مواسم، مشاركًا في 205 مباراة سجل خلالها 32 هدفًا. هذا وانتقل لاحقًا إلى نادي الجزيرة في موسم 2007–08 لمدة موسم واحد، مشاركًا في 13 مباراة سجل خلالها 6 أهداف.

## روابط خارجية
- فيليب كوكو على موقع الاتحاد الدولي (مؤرشف)  (الإنجليزية)
- فيليب كوكو على موقع الاتحاد الأوربي (الإنجليزية)
- فيليب كوكو على موقع قاعدة بيانات كرة القدم.إي يو (الإنجليزية)
- فيليب كوكو على موقع ليكيب (الفرنسية)
- فيليب كوكو على موقع ناشيونال فوتبول تيمز (الإنجليزية)
- فيليب كوكو على موقع Soccerbase.com (مدرب) (الإنجليزية)
- فيليب كوكو على موقع عالم كرة القدم.نت (الإنجليزية)
- فيليب كوكو على موقع كووورة